# Alfred Colling
Pour les articles homonymes, voir Colling.
Alfred Colling, né le 26 novembre 1902 à Paris et mort le 27 novembre 1981 à Aix-en-Provence, est un homme de lettres, journaliste et fondé de pouvoir d'un agent de change français. Il a exercé ses talents dans les domaines des sciences de l'information et de la documentation, et des littératures. La Bibliothèque nationale de France a répertorié trente-trois documents le concernant.

## Biographie
Alfred Colling est né d'un père aveugle et musicien, dans le quartier de Passy, dans le XVIe arrondissement de Paris. Dès 1925, il collabore à La Revue européenne soutenue par Edmond Jaloux.
Grand amateur de musique et de littérature, il a écrit la biographie de nombreux artistes, mais aussi des livres racontant les aspects truculents et passionnants de son métier d'agent de change, qu'il commença d'exercer bien avant le krach de 1929.

## Œuvres
- Arabesques sur la mer, poèmes (1923)
- L'Iroquois (1926)
- La Petite Entente (1928)
- La Guerre des deux Roses (1929)
- La Bourse et la Vie (1930)
- La Vie de Robert Schumann (1931), édition revue et augmentée en 1942
- Destinées (1934)
- Robert Schumann et le « Faust » de Goethe (1936)
- Le Romancier de la fatalité : Thomas Hardy (1938), prix Marcelin Guérin de l'Académie française en 1939
- Demain, relâche... (1939)
- Musique et Spiritualité (1941), prix Auguste-Furtado de l'Académie française en 1942
- Gustave Flaubert (1941)
- Le Roman de la finance. Précurseurs et aventuriers (1945)
- La Montée des ténèbres (1945)
- Le Paravent aux trois côtés (1946)
- La Prodigieuse Histoire de la Bourse (1949)
- Schumann (1951)
- César Franck ou le concert spirituel (1951)
- Edgar Poe (1952)
- Histoire de la musique chrétienne (1956)
- Gobert le Bénin (1957)
- Banque et banquiers : de Babylone à Wall Street (1962)
- La Bourse et ma vie (1968), prix de Jouy de l’Académie française en 1969
- Le Voleur de Genève (1971)
- Louis-Philippe, homme d'argent (1977)